# Ferdinand Tiefnig

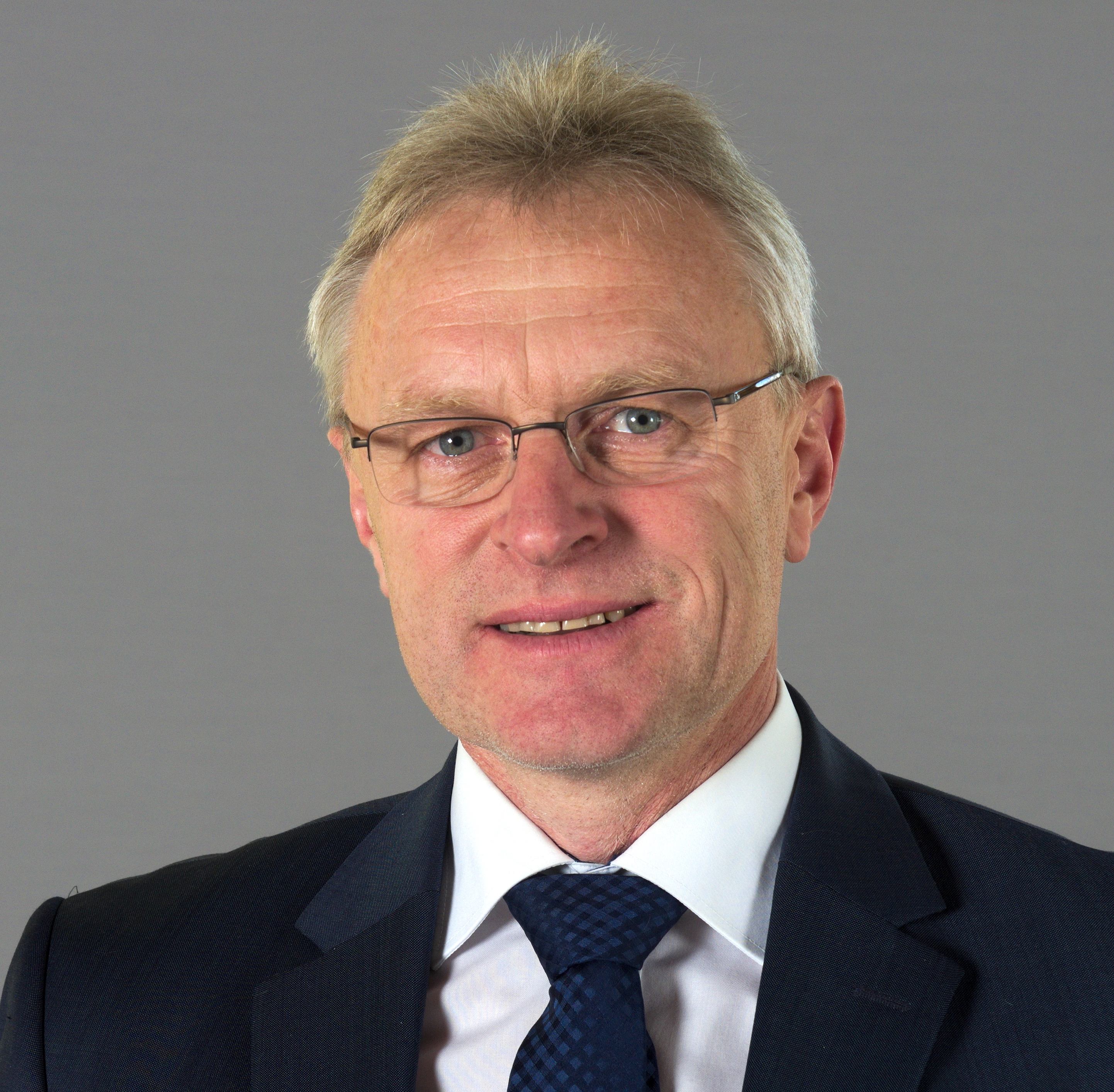
Ferdinand Tiefnig (2017)

Ferdinand Tiefnig (* 17. Juni 1965 in Ostermiething) ist ein österreichischer Politiker der ÖVP. Von Oktober 2003 bis Jänner 2019 war er vom Oberösterreichischen Landtag entsandtes Mitglied des Bundesrates, ab Jänner 2019 war er Abgeordneter zum Oberösterreichischen Landtag. Seit dem 9. Dezember 2021 ist er erneut Mitglied des Bundesrates.

## Leben
Ferdinand Tiefnig ist gelernter Fleischer. Seit 1997 ist er Mitglied des Gemeinderates von Gilgenberg am Weilhart und seit 2001 Obmann der Bezirksbauernkammer Braunau am Inn. 2003 wurde er vom Oberösterreichischen Landtag in den Österreichischen Bundesrat entsandt.
Mit 31. Jänner 2019 wechselte er für Gerald Weilbuchner in den Landtag. Im Bundesrat rückte für ihn Andrea Holzner nach. Nach der Landtagswahl in Oberösterreich 2021 schied er aus dem Landtag aus, mit 9. Dezember 2021 wurde er nach dem Wechsel von Holzner in den Nationalrat erneut Mitglied des Bundesrates.